# Burnside (Pensilvânia)
Burnside é um distrito localizado no estado norte-americano de Pensilvânia, no Condado de Clearfield.

## Demografia
Segundo o censo norte-americano de 2000, a sua população era de 283 habitantes. 
Em 2006, foi estimada uma população de 281, um decréscimo de 2 (-0.7%).

## Geografia
De acordo com o United States Census Bureau tem uma área de 
4,3 km², dos quais 4,3 km² cobertos por terra e 0,0 km² cobertos por água. Burnside localiza-se a aproximadamente 409 m acima do nível do mar.

## Localidades na vizinhança
O diagrama seguinte representa as localidades num raio de 12 km ao redor de Burnside. 